# Rue Jean-Jacques-Rousseau (Lille)
Pour les articles homonymes, voir Rue Jean-Jacques-Rousseau.
La rue Jean-Jacques-Rousseau est une voie de la commune française de Lille. Il s'agit de l'une des rues du quartier du Vieux-Lille.

## Situation et accès
La rue Jean-Jacques-Rousseau part de la rue Esquermoise et forme une coude au deux-tiers de sa longueur pour rejoindre la rue Doudin.

## Origine du nom
Elle porte le nom de l'écrivain, philosophe et musicien Jean-Jacques Rousseau.

## Historique
La rue Jean-Jacques-Rousseau était initialement une impasse, appelée Trou-Madame ou rue des Ecluses, car elle se terminait par une écluse sur un bras de la Deûle. Les maisons de l'impasse sont alignées en 1695 et ce n'est que vers 1750 que la partie qui la fait communiquer avec la rue Doudin est percée. En 1777, le sol de la rue est rehaussé.

## Bâtiments remarquables et lieux de mémoire
La rue mène, là où elle forme un coude, au porche d'entrée du refuge de l'Abbaye de Loos, inscrit à l'inventaire des monuments historiques.